# 장클로드 킬리
장클로드 킬리(프랑스어: Jean-Claude Killy, 1943년 8월 30일~)는 프랑스의 은퇴한 알파인 스키 선수이다. 1960년대 세계 최고의 알파인 스키 선수로 1968년 동계 올림픽에서 전 종목 우승을 차지하며 3관왕에 올랐다. 또한 FIS 알파인 스키 월드컵 역사상 첫번째 대회와 두번째 대회인 1967년과 1968년 월드컵에서 종합 우승을 차지했다.
은퇴 후에는 자동차 경주 선수와 영화 배우로 활약했으며, 자국에서 열린 1992년 동계 올림픽 조직위원회 공동위원장을 맡는 등 스포츠 분야에서도 활동했다. 1995년부터 2014년까지 국제 올림픽 위원회(IOC) 위원으로 활동했으며, 2014년에 IOC 명예 위원이 되었다.